# Кенігзее
Кенігзее (нім. Königssee) — озеро у Німеччині, розташоване у районі Берхтесгадені (адміністративний округ Верхня Баварія), майже на кордоні з Австрією. Озеро знаходиться у національному парку Берхтесгаден, вважається найчистішим озером Німеччини, внаслідок чого з 1909 року рух човнів з двигунами внутрішнього згоряння заборонено (дозволені лише катери з електродвигунами та човни на веслах). На західному узбережжі озера розташована католицька церква Святого Варфоломея, закладена у 1134 році. У північній частині озера є невеликий острів, на якому знаходиться монумент Яну Непомуцькому. У водах озера зустрічається палія арктична та форель. Завдяки мальовничій місцевості, схожій на фьорди, озеро та навколишні паркові ділянки дуже популярні серед туристів.

## Параметри
Параметри озера Кенігзее:
| Площа поверхні  | 5,218 км²    |
| Висота над р.м. | 603 м        |
| Середня глибина | 98,1 м       |
| Глибина макс.   | 190 м        |
| Довжина         | 7,7 км       |
| Ширина          | 1,7 км       |
| Берегова лінія  | 20 км        |
| Об'єм           | 0,511785 км³ |
| Площа басейну   | 136,48 км²   |
| pH              | 7,9          |

## Галерея

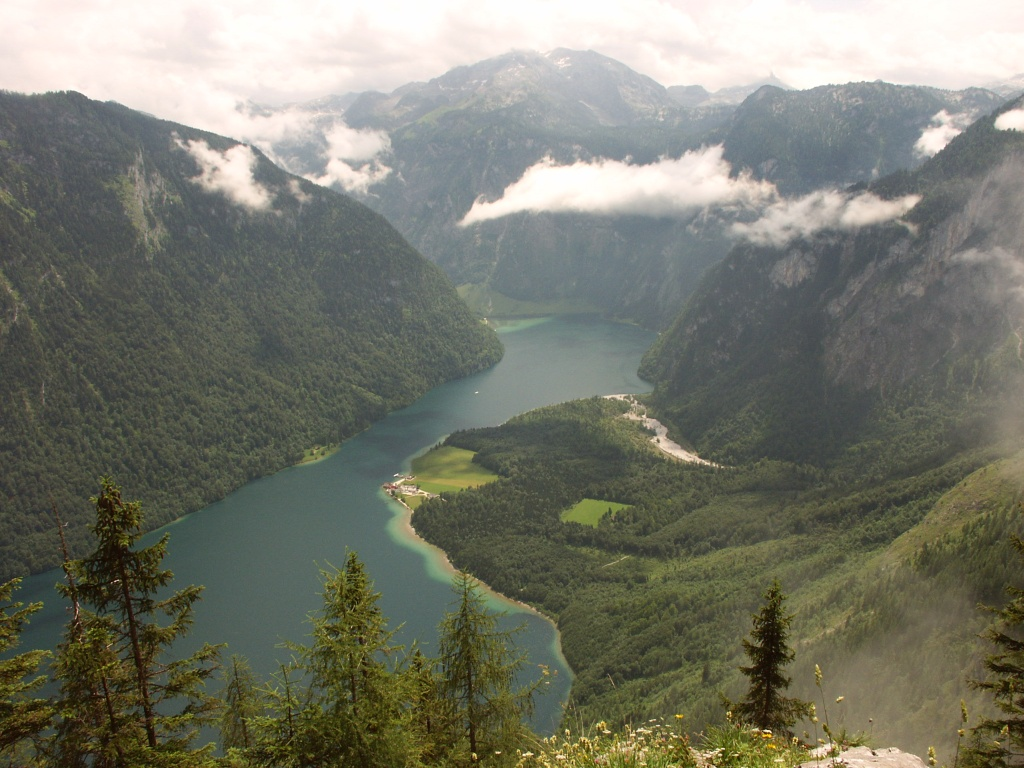
Кенігзее з висоти пташиного польоту
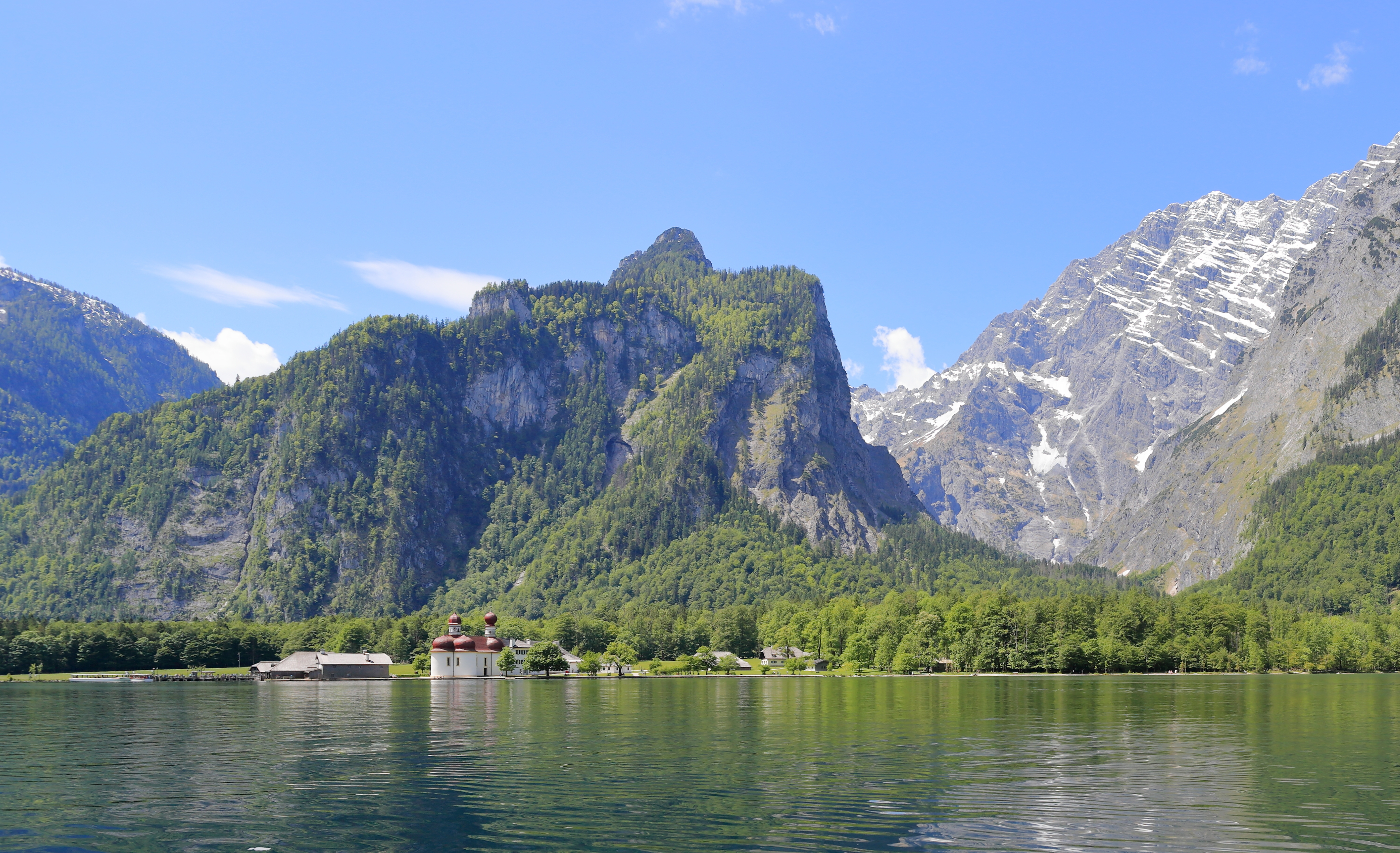
Півострів Хіршау з води
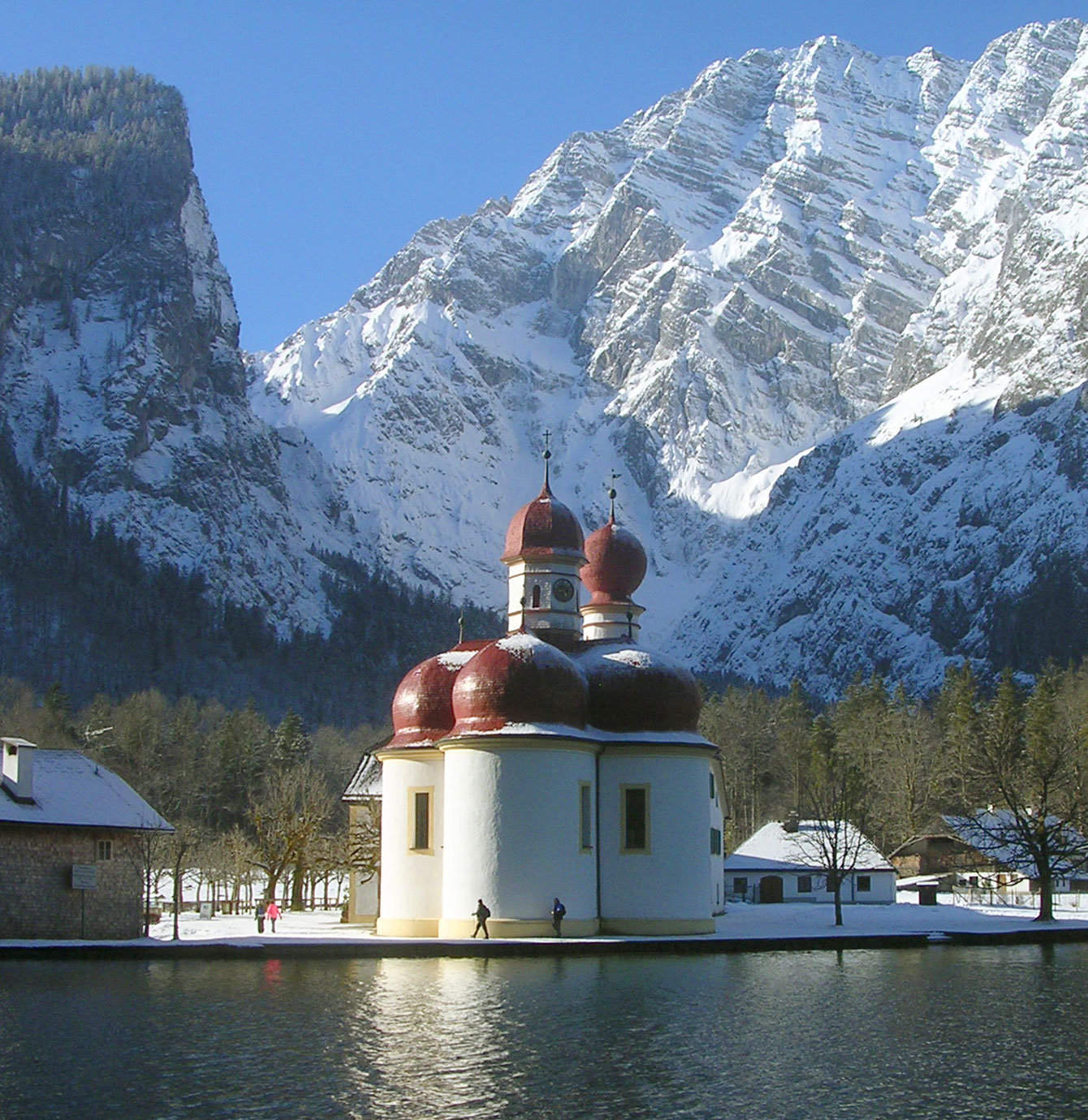
Церква Святого Варфоломея
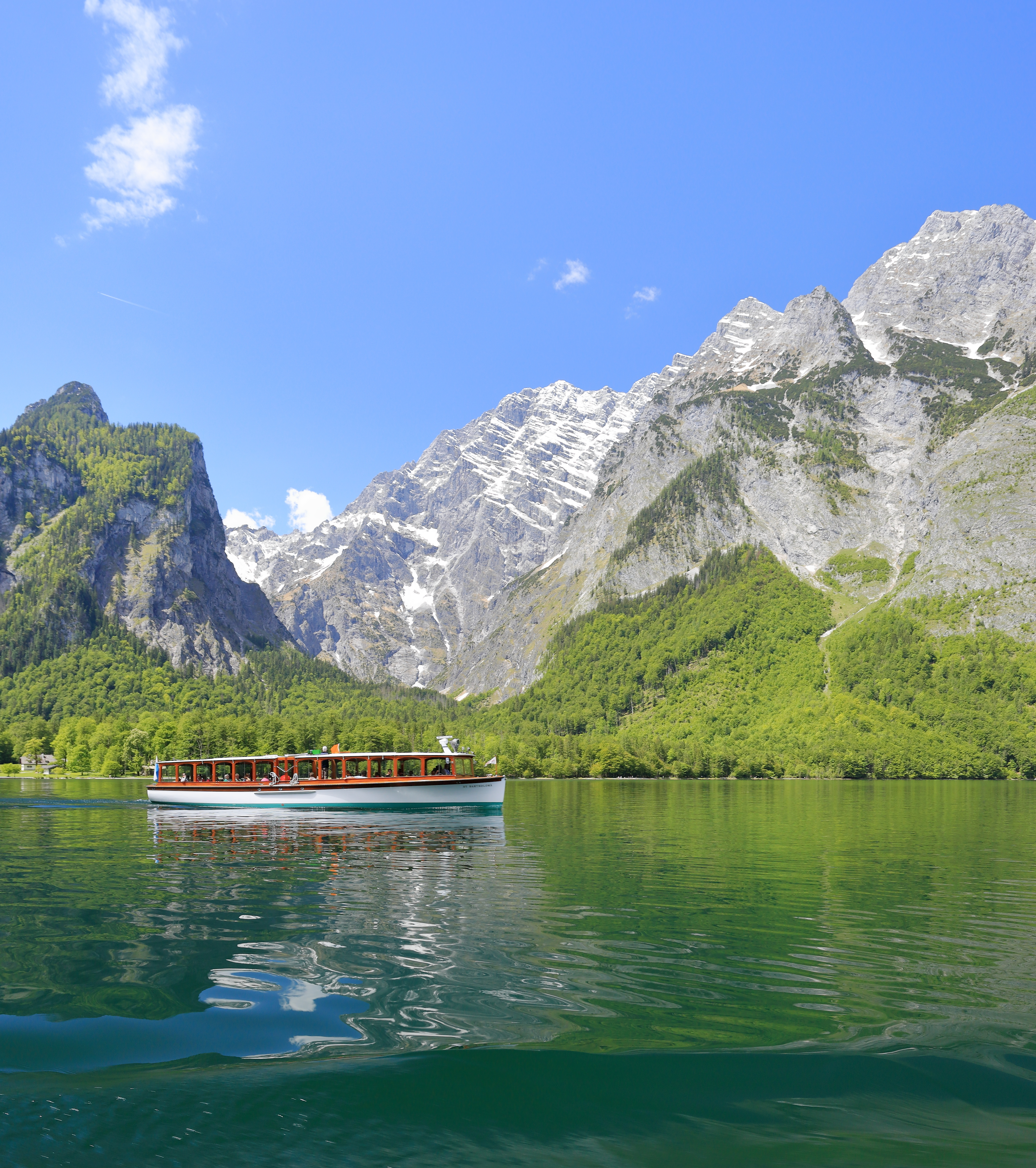
Прогулянковий катер на озері
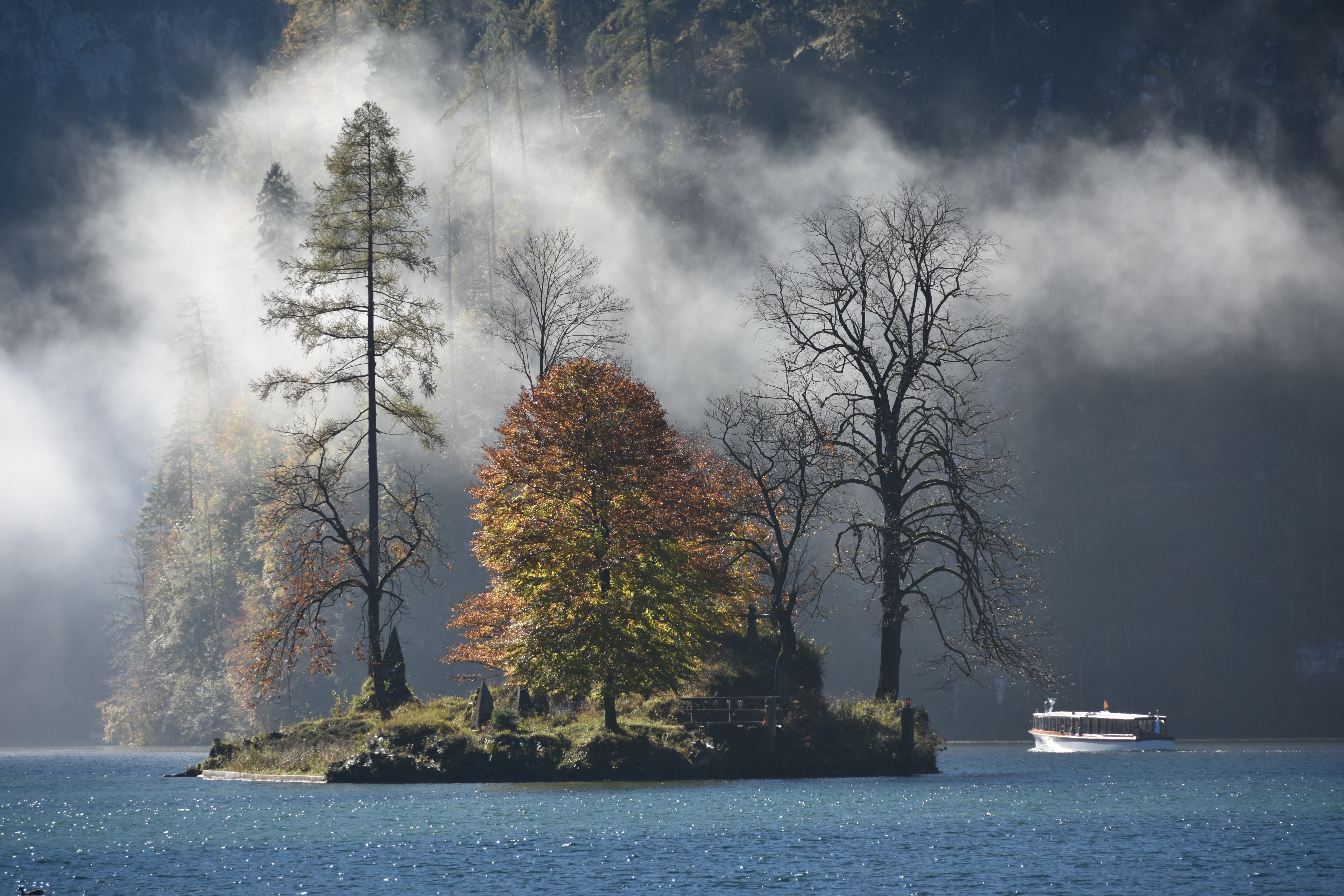
Острів на Кенігзее